# Sofijska oblast
Sofijska oblast (bulgariska: Област София, Софийска област) är en region i Bulgarien. Den ligger i den västra delen av landet, 26 km öster om huvudstaden Sofia, vilken utgör en egen administrativ enhet. Antalet invånare är 231 563 (2017). Ytan är 7 059 kvadratkilometer. 
Regionen gränsar till regionerna Montana, Vratsa, Lovetj, Plovdiv, Pazardzjik, Blagoevgrad, Kjustendil och Pernik samt huvudstadsregionen Sofia. Terrängen är bergig i öster, medan endast kuperad i väster.
Sofijska oblast indelas i:
- Obsjtina Svoge
- Obsjtina Zlatitsa
- Obsjtina Slivnitsa
- Obsjtina Samokov
- Obsjtina Kostinbrod
- Obsjtina Kostenets
- Obsjtina Koprivsjtitsa
- Obsjtina Ichtiman
- Obsjtina Gorna Malina
- Obsjtina Godetj
- Obsjtina Etropole
- Obsjtina Elin Pelin
- Obsjtina Dragoman
- Obsjtina Dolna Banja
- Obsjtina Bozjurisjte
- Obsjtina Botevgrad
- Obsjtina Mirkovo
- Obsjtina Tjavdar
- Obsjtina Tjelopetj
- Obsjtina Pirdop
- Obsjtina Anton
- Obsjtina Pravets

Samhälle i Sofijska oblast:
- Leskov Dol